# Lingot d'or

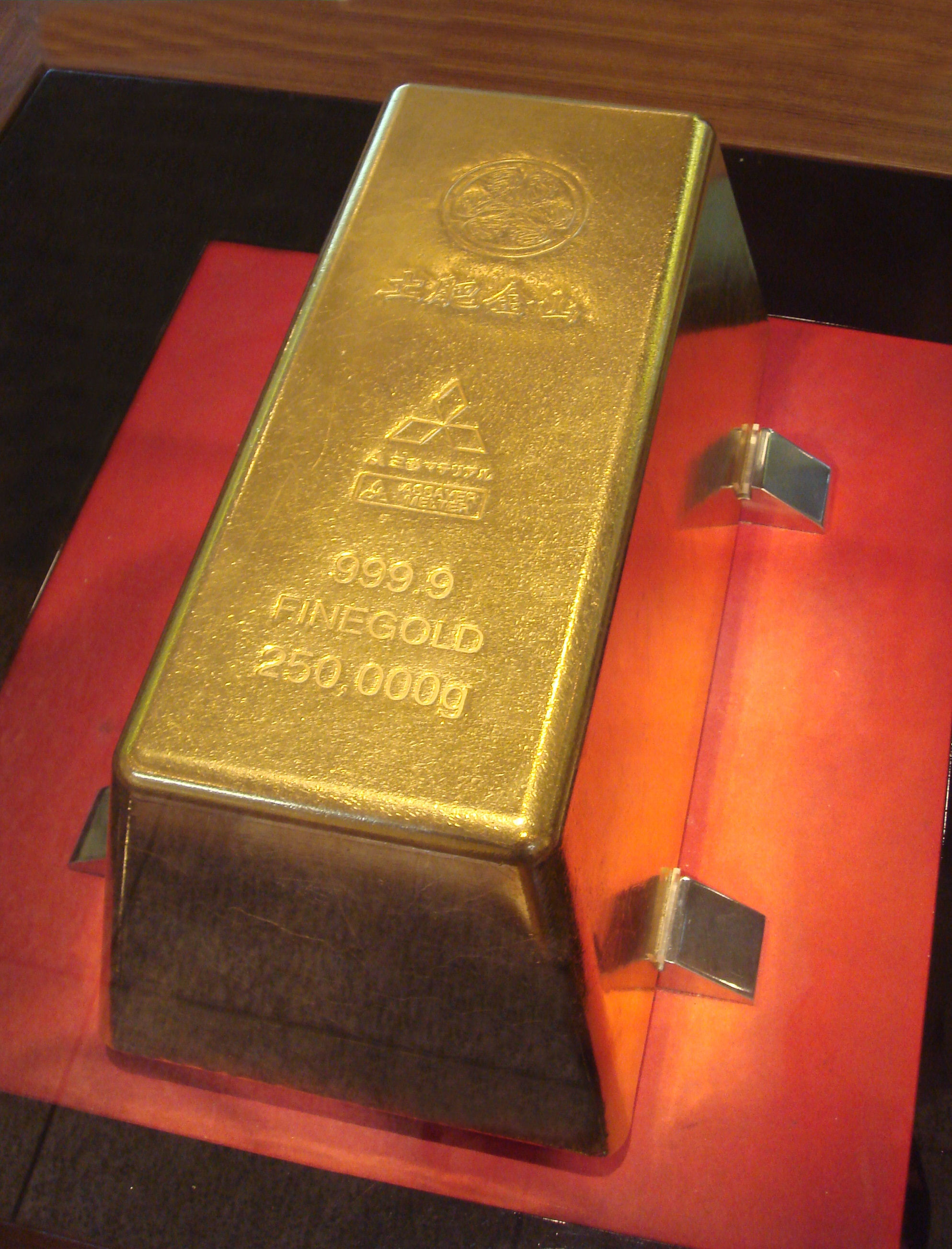
Le plus gros lingot d’or connu : pesant 250 kg, il provient de la mine d'or de Toi (Japon).

Un lingot d’or est un bloc d’or métallique raffiné de n’importe quelle forme (pièce de monnaie, barre) produit par un fabricant respectant des normes de fabrication, d’étiquetage et de suivi administratif. Les lingots les plus gros sont obtenus en faisant couler de l’or fondu dans un moule. Les plus petits sont souvent obtenus par estampage ou matriçage à partir de feuilles d’or roulées.
Les lingots d’or dits « Good Delivery (en) » (de bonne livraison) détenus comme réserve d’or par les banques centrales pèsent 400 onces troy, soit 12,441 kg et ont une pureté en or supérieure à 995 ‰ (en France, ces lingots sont qualifiés Barres d’or).

## En France

### Fabrication
La fabrication française se reconnaît à son caractère irrégulier gardant les traces du moule. Pour être reconnu sur le marché, un lingot doit répondre aux critères dits de « Good Delivery (en) » définis par la LBMA (en) (London Bullion Market Association). Les lingots de fabrication française ne répondent pas à ces critères. Aucune fonderie française n'est désormais référencée auprès de la LBMA. Les lingots d'origine française sont confinés aux transactions à l'intérieur de l'Hexagone où il n'existe plus, depuis 2004, de marché réglementé.
| Période et unité         | Prix      | Remarque        |
| ------------------------ | --------- | --------------- |
| 1803-1914 Franc-or       | 3 100,77  | 1 F = 0,3225 g  |
| 1928-1934 Franc Poincaré | 16 963,53 | 1 F = 0,05895 g |
| 1955                     | 445 000   | 1 F = 0,0018 g  |
| 1960-1969 Nouveau franc  | 5 540     | 1 F = 0,180 g   |
| 1980                     | 125 000   | Change flottant |
| 2011 Euro                | 44 000    | 1 € = 0,022 g   |

### Cotation
Depuis le 16 septembre 2004, il n'existe plus de cotations officielles de l'or en France (ref. Euronext Paris Notices n°2004-2993). Le prix de l’or est dorénavant librement fixé par les vendeurs. Ceux-ci disposent des informations diffusées par la LBMA (deux "fixing" par jour ouvrable pour l'or, à 10 h 30 et à 15 h 00 (GMT) et un fixing pour l'argent) et des cours sur le marché à terme de l'or américain (COMEX). La disponibilité des lingots d’or dans les banques internationales, la demande des industriels et des investisseurs, ainsi que l’état des réserves mondiales sont certains des éléments qui participent à la variation du prix de l’or.
|                      | Prix indicatifs en euros[réf. nécessaire] |            |            |            |            |            |            |            |
| Poids du lingot d'or | 04/01/2000                                | 27/01/2010 | 02/01/2012 | 02/01/2014 | 20/01/2016 | 14/04/2017 | 19/08/2019 | 03/03/2020 |
| 1 kg                 | 8 950                                     | 24 510     | 39 010     | 28 520     | 32 040     | 39 440     | 44 890     | 47 270     |
| 500 g                |                                           |            | 20 600     | 14 400     | 16 120     | 20 250     | 22 625     | 24 200     |
| 250 g                |                                           |            | 10 300     | 7 200      | 8 060      | 10 120     | 11 320     | 11 990     |
| 100 g                |                                           |            | 4 150      | 3 000      | 3 225      | 4 050      |            | 4 860      |
| 50 g                 |                                           |            | 2 075      | 1 450      | 1 660      | 2 035      |            | 2 430      |
| 1 oz                 |                                           |            | 1 335      | 925        | 1 050      | 1 260      |            | 1 515      |
| 20 g                 |                                           |            |            | 586        | 670        | 818        |            | 982        |
| 10 g                 |                                           |            |            | 300        | 342        | 417        |            | 500        |
| 5 g                  |                                           |            |            | 150        | 175        | 209        |            |            |

## Contrefaçons
L’or étant une valeur-refuge de premier plan, les risques de contrefaçons sont importants. En 2012, des faussaires vendaient à Londres des lingots d’or mêlés de tungstène au prix du métal précieux,. Des systèmes de lutte contre les contrefaçons et de traçabilité de l’or sont développés par des entreprises et peuvent être accrédités par la London Bullion Market Association.

## Culture populaire
Les lingots d'or — et notamment leur transport — sont une source d'inspiration pour les romanciers et les scénaristes de cinéma, de bande dessinée ou de jeu vidéo, par exemple :
- Les Lingots d'or (1928), une nouvelle du recueil Miss Marple au Club du Mardi d'Agatha Christie ;
- De l'or en barre (1951), comédie britannique de Charles Crichton ;
- Goldfinger (1964), aventure de James Bond réalisée par Guy Hamilton ;
- Faut pas prendre les enfants du bon Dieu pour des canards sauvages (1968), comédie française de Michel Audiard ;
- L'or se barre (1969), comédie britannique de Peter Collinson ;
- La Soif de l'or (1993), comédie française de Gérard Oury ;
- Battlefield: Bad Company (2008), jeu vidéo américain ;
- Tenet, film d'action de Christopher Nolan.